# Always Outnumbered, Never Outgunned
Always Outnumbered, Never Outgunned, је албум групе The Prodigy. Албум је у Британији издат 23. августа 2004. за XL Recordings. Ово је први студијски албум након The Fat of the Land из 1997. године. Доспео је на прво место на листи најбољих албума у Британији, али се на њему није дуго задржао и није имао великих хитова.
Назив албума потиче од назива познатог романа Волтера Мозлија (Walter Mosley) — Always Outnumbered, Always Outgunned. Претходио му је експериментални сингл Memphis Bells, а за њим је ишло традиционално издање сингла Girls. Пет хиљада дигиталних копија песме Memphis Bells продато је преко Интернета. Свака од копија била је комбинација инструментала, ритма и мелодије, где је купац по жељи бирао један од 39.600 (од укупно 660.000) понуђених избора. Пет миксева продато је у три формата фајла — WAV, два аудио микса у MP3 формату и 5.1 DTS Multichannel audio mix, од којих ниједан није имао Digital rights management, односно било какву врсту заштите. Експеримент је био успешан, јер је за само 36 сати продато 5.000 копија, упркос бројним проблемима са сервером. Иако је за турнеју окупио стару поставу, Лијам хаулет је на овом албуму једини члан бенда који је музички заљступљен. На албуму је гостовало много извођача, од којих су најпознатији Лијам Галагер (Liam Gallagher) из групе Oasis и глумица/ певачица Џулијет Луис (Juliette Lewis). 
"Овај албум би требало да подсети људе на оно што је Prodigy одувек био — битови и музика", изјавио је Лијам Хаулет за интернет магазин након што је завршио албум. На питање зашто му је требало седам година да би завршио албум одговорио је: "Није ми требало седам година. Требало ми је годину дана. Осталих шест сам играо голф."

## Списак песама
1. Spitfire – 5:07
  - вокал: Juliette Lewis
  - "stab creation": Matt Robertson
2. Girls – 4:06
  - гостујући вокал: The Magnificent Ping Pong Bitches
  - семпл из "Style Of The Street" (извођача Broken Glass) написали J. Martinez/F. Cooke
  - семпл из "You're The One For Me" (извођача D Train) написали Hubert Barlay Eaves III/James Williams
3. Memphis Bells (Liam Howlett и Neal Maclellan) – 4:28
  - гостујући вокал: Princess Superstar
4. Get Up Get Off – 4:19
  - речи песме написали Twista, Shahin Badar и Juliette Lewis
  - Ко-продукција Dave Pemberton - Strongroom
5. Hotride – 4:35
  - речи песме написала Juliette Lewis
  - гитару свирао Scott Donaldson
  - пратећи вокал Hanna Robinson
  - бас-гитара Liam Howlett
  - интерполационе елементе из "Up Up And Away" написао и компоновао Jim Webb
6. Wake Up Call – 4:55
  - речи песме написао Kool Keith
  - додатни вокали Louise Boone и Hanna Robinson
  - чудна флаута Jim Hunt
7. Action Radar – 5:32
  - речи песме написао Paul 'Dirtcandy' Jackson
  - додатни вокали Louise Boone
  - гитару свирао Mike Horner and Liam Howlett
8. Medusa's Path (Liam Howlett and Neal Maclellan) – 6:08
  - семплове из "ELAHAYE Naz" компоновао Rooholah Khaleghi а извео Gholamhossein Banan
  - семплове из "Plastic Dreams (Hohner Retro Mix)" (извођача Jaydee) написао Robin Albers
9. Phoenix – 4:38
  - битови и бас и "аналогно срање" — Liam Howlett
  - додатни вокал — Louise Boone
  - гитара — Matt Robertson
  - семплове из "Love Buzz" (by Shocking Blue) написао Robert Van Leeuwen
10. You'll Be Under My Wheels (Liam Howlett and Neal Maclellan) – 3:56
  - вокали — Kool Keith
  - гитара — Jim Davies и Liam Howlett
11. The Way It Is – 5:45
  - додатни вокали — Louise Boone и Neil Maclellan
  - разонода — Matt Robertson и Rinse
  - засновано на песми "Thriller" коју је написао Rod Temperton
12. Shoot Down (Liam Howlett и Neal Maclellan) – 4:28
  - речи песме написао Liam Gallagher
  - бас су одсвирали Noel Gallagher и Liam Howlett
  - гитару одсвирао Mike Horner и Liam Howlett
  - додатна продукција — Jan 'Stan' Kybert
  - семплове из "My World Fell Down" (извођача Saggitarius) написали John Carter/Geoff Stephens - овај семпл је раније искоришћен у необјављеној песми "Trigger"

Све песме написао је Liam Howlett, осим где је другачије наглашено.

## Синглови

### Girls/Memphis Bells
21. јун 2004. — "Memphis Bells" је био ексклузивно доступан на Интернету као дигитални даунлоуд на сајту http://www.alwaysoutnumbered.com у ограниченом издању од 5.000 копија, од којих је свака била јединствена комбинација песама и изгледа омота.

### Girls
30. август 2004. — Доспео је на #19 топ-листе синглова у УК. Видео-спот за сингл режирали су Мет Кук (Mat Cook) и Џулијан Хаус (Julian House). На њему се налазила експериментална компјутерска графика са разним психоделичним темама.

### Hotride
1. новембар 2004. — Није доспео на УК топ-листу синглова, јер је CD издат у EP формату са три додатне 'Б-стране', што није било по правилима топ-листа синглова. Музички спот режирао је Данијел Леви (Daniel Levi), али га је Лијам Хаулет одбацио због огромне количине бесмисленог насиља.

### Spitfire
4. април 2005. — 12" винил плоча 
 5. април 2005. — дигитални даунлоуд са iTunes-а. Доспео је на #1 Би-Би-Сијеве листе синглова. На музичком споту који је режирао Тим Квалтру (Tim Qualtrough) налазе се дигитални ефекти комбиновани са снимцима са живих наступа бенда.